# 호세 레안드로 안드라데
호세 레안드로 안드라데(스페인어: José Leandro Andrade, 1901년 11월 22일 ~ 1957년 10월 5일)는 우루과이의 전 축구 선수이다. 그는 선수 시절 '검은 경이(驚異)'(스페인어: maravilla negra)란 별명으로 불렸다. 우루과이의 첫 월드컵 우승 멤버이기도 하다.

## 수상

#### 클럽
- 우루과이 1부 : 1924, 1932, 1935

#### 국가대표
- FIFA 월드컵 : 1930
- 하계 올림픽 : 1924, 1928
- 남아메리카 챔피언십 : 1923, 1924, 1926

#### 개인
- 남아메리카 챔피언십 MVP : 1926
- 프랑스풋볼 월드컵 TOP 10 선정
- IFFHS 세기의 선수 69위